# Orta Nova
Orta Nova – miejscowość i gmina we Włoszech, w regionie Apulia, w prowincji Foggia.
Według danych na rok 2004 gminę zamieszkiwały 17 422 osoby, 169,1 os./km².